# Nijō Yoshimoto
Nijō Yoshimoto (二条良基, [[[1320]] - 1388] Erro: {{japonês}}: texto da transliteração contém caractere não latino (pos 19) (ajuda)), também conhecido como Nochi no Fukōon-in,  foi um Nobre do Período Nanboku-chō da História do Japão e poeta de renga.

## Vida e carreira
Foi filho de Nijō Michihira e o quinto líder do Ramo Nijō (originário do Ramo Kujō do Clã Fujiwara).
Ingressou na Corte Imperial em 1327 durante o reinado do Imperador Go-Daigo. Quando ocorreu a divisão das cortes, após o fracasso da Restauração Kenmu e o surgimento do Xogunato Ashikaga, Yoshimito decidiu permanecer fiel a Corte do Norte (Hokuchō). Em 1340 foi nomeado Naidaijin e em 1343 promovido a Udaijin.
Em 1346 foi designado líder do Clã Fujiwara, adicionalmente assume como  Kanpaku do Imperador Kōmyō (até a abdicação deste em 1348), do Imperador Sukō (até a abdicação deste em 1351) e do Imperador Go-Kōgon (até a renuncia de Yoshimoto em 1358).
Em 1347 foi nomeado Sadaijin (renunciando em 1349). Em 1363 novamente é nomeado Kanpaku do Imperador Go-Kōgon, até sua renuncia em 1367. 
Em 1374 Yoshimito  foi nomeado consultor por Ashikaga Yoshimitsu terceiro Shogun Ashikaga junto com Konoe Michitsugu para fazer uma reforma no Cerimonial na Corte baseado nas antigas tradições hierárquicas. Com a adoção destas novas medidas de cerimoniais da corte  Yoshimitsu construiu uma poderosa ferramenta para induzir a aquiescência no exercício do poder.
Em 1381 tornou-se Daijō Daijin e em 1382 Sesshō do jovem Imperador Go-Komatsu, voltando a ser o líder do Clã Fujiwara.
Yoshimoto renunciou a seus cargos de líder de clã, de Sesshō e de Daijō Daijin em 1387, mas no ano seguinte voltou a assumir os mesmos cargos por uns poucos meses, quando faleceu.
Como poeta de renga participou da compilação do Gonum Kenchu (Sabias respostas para perguntas inúteis) de 1363.